# Leonardo Zamora
Leonardo Harum Zamora Amaro (San Felipe, Chile, 14 de diciembre de 1975) es un exfutbolista y entrenador chileno naturalizado palestino. Jugaba como guardameta. 

## Trayectoria
Sus inicios en el fútbol los realizó en las divisiones inferiores de la Universidad de Chile entre 1991 y 1993.
En 1994 es subido al Primer Equipo y debuta profesionalmente con 19 años de edad en 1996. En 1998 juega en Deportes Temuco, desde 1999 a 2003 actúa por Everton de Viña del Mar. Luego en 2004 parte a jugar a Estados Unidos, vuelve a Chile el 2007 a jugar en Ñublense de Chillán y luego en Rangers de Talca.
Militó en el Smouha SC de Egipto, pero luego de la crisis social que se vivió en el país a principios de 2011 regresa a Chile, específicamente a Curicó Unido donde pone fin a su carrera como futbolista.
Tras el retiro, trabaja como ayudante técnico de Mario Salas en AC Barnechea, la Selección de fútbol sub-20 de Chile, Huachipato y Universidad Católica, donde obtuvieron el bicampeonato en los torneos Clausura 2016 y Apertura 2016. Tras su salida a fines de 2017, separan sus caminos al Salas aceptar una oferta del Sporting Cristal, quedándose Zamora en Chile.
Obtuvo su primer trabajo como entrenador en jefe al ser contratado por su exclub Rangers, el 23 de diciembre de 2017. Decidió renunciar el 30 de julio de 2018 debido a malos resultados y una pésima relación con la afición del club.
El 21 de diciembre de 2019 se confirmó que Zamora había sido nombrado director técnico de AC Barnechea. Tras una mala campaña en el torneo de 2020, que tenía al conjunto huaicochero en la 13° posición, no fue renovado su contrato en enero de 2021.

## Clubes

### Como jugador
| Club                 | País           | Año       |
| -------------------- | -------------- | --------- |
| Universidad de Chile | Chile          | 1994-1996 |
| Deportes Temuco      | Chile          | 1998      |
| Everton              | Chile          | 1999-2003 |
| Utah Blitzz          | Estados Unidos | 2004-2005 |
| Real Salt Lake       | Estados Unidos | 2006      |
| Ñublense             | Chile          | 2007-2009 |
| Rangers              | Chile          | 2010      |
| Smouha SC            | Egipto         | 2010-2011 |
| Curicó Unido         | Chile          | 2011      |

### Como entrenador
Actualizado al 22 de septiembre de 2020.
| Rangers   | Chile | 2018  | 21 | 8  | 4 | 9  | 44.45% |
| Barnechea | Chile | 2020  | 10 | 2  | 3 | 5  | 30%    |
| Total     | Total | Total | 31 | 10 | 7 | 14 | 39.79% |